# Acalolepta insularis
Acalolepta insularis là một loài bọ cánh cứng trong họ Cerambycidae.